# Асанов, Досым
Досым Асанов (каз. Досым Асанов; 1892 год, село Ченгильды — 1992 год) — старший чабан колхоза имени Куйбышева Маркакольского района Восточно-Казахстанской области, Казахская ССР. Герой Социалистического Труда (1948).

## Биография
Родился в 1892 году в бедной крестьянской семье в селе Ченгильды (сегодня — Курчумский район Восточно-Казахстанской области). Трудовую деятельность начал в десять лет. С 18 лет трудился на заготовке леса для рудника «Алкабек». В 1935 году вступил в колхоз имени Куйбышева (с 1957 года — овцесовхоз «Маркакольский») Маркакольского района. Трудился чабаном, позднее был назначен старшим чабаном.
В 1945 году перевыполнил план по увеличению поголовья стада, за что был награждён Орденом Красной Звезды. В 1947 году бригада Досыма Асанова вырастила 648 ягнят от 517 курдючных овцематок, что составило в процентном соотношении 125 ягнят на каждую сотню овцематок. Средний вес ягнёнка на отбивку составил 40 килограмм. За получение высокой продуктивности животноводства в 1947 году при выполнении колхозом обязательных поставок сельскохозяйственных продуктов и плана развития животноводства удостоен звания Героя Социалистического Труда указом Президиума Верховного Совета СССР от 23 июля 1948 года c вручением ордена Ленина и золотой медали «Серп и Молот».
В последующие годы получал в среднем ежегодно в среднем по 115—130 ягнят от каждой сотни овцематок. За выдающиеся трудовые достижении в животноводстве в 1957 году был награждён Орденом Трудового Красного Знамени.
Неоднократно избирался народным заседателем районного суда, депутатом Маркакольского районного и сельского советов народных депутатов.
В 1958 году вышел на пенсию. Скончался в 1992 году.